# Esfandiar Esfandiari
Esfandiar Esfandiari (اسفنديار اسفندياري, en idioma persa) ( 1909, - 7 de noviembre de 1995 Teherán) fue un botánico, y micólogo iraní y profesor de la Universidad de Teherán.

## Algunas publicaciones[1]
- f. Petrak, e. Esfandiari. 1941. Beiträge zur Kenntnis der iranischen Pilzflora. Ann. Mycol. 39: 204-228.

- e. Esfandiari. 1946. Contribution a' l'etude de la mycoflore de I' Iran. Depart. Gen. Protect. Plant, Tehran, 34 pp. (en farsi).

- ----------------. 1946. Fusarium juruannum P.Henn. sur la cochenille rouge (Chrysomphalus dictyospermi Morg.) au nord de I' Iran. Entomologie Phytophath. appl., 1: 25-27 (en farsi con resumen en francés).

- ----------------. 1946. Deuxième liste des fungi ramassés en Irán. Entomologie Phytophath. appl., 2: 10-16.

- ----------------. 1947. Les phanérogammes parasites en Irán. Entomologie Phytopath. appl., 3: 28-39 (in Farsi with French summery).

- ----------------. 1947. Les rouilles de céréales en Irán. Entomologie Phytopath. appl., 4: 67-76 (in Farsi with French summary).

- ----------------. 1947. Les maladies des plantes cultivées et des arbres fruitiers des regions subtropicales du nord de l'Iran. Entomologie Phytopath. appl., 5: 1-21 (in Farsi with French summery).

- ----------------. 1947. Beiträg zur iranischen Pilzflora. Sydowia, 1: 161-168.

- ----------------. 1948. Les charbons des céréales en Irán. Entomologie Phytopath. appl. 6-7: 48-68 (in Farsi with French summery).

- ----------------. 1948. Troixième liste des fungi ramassés en Irán. Entomologie Phytopath. appl., 8: 1-12.

- ----------------, f. Petrak. 1950. Pize aus Iran. Sydowia, 4: 11-38.

- ----------------. 1951. Quatrième liste de fungi de l'Iran. Entomologie Phytopath. appl. 12-13: 1-26.

- ----------------. 1951. Neue iranische Pilze. Sydowia, 5: 366-370.

- La abreviatura «Esfand.» se emplea para indicar a Esfandiar Esfandiari como autoridad en la descripción y clasificación científica de los vegetales.[2]